# 大曽根 (八潮市)
大曽根（おおそね）は、埼玉県八潮市の大字。郵便番号は340-0834。

## 地理
埼玉県の東部地域で、八潮市南西部の沖積平野に位置する。東は大原、八潮、垳、西は綾瀬川を挟み東京都足立区花畑、南は浮塚、北は八潮、西袋、足立区花畑と隣接している。地区の西側を綾瀬川が南北に、北東部には葛西用水がほぼ南北に流れている。首都高速6号三郷線が地区南部をほぼ東西に横断している。地区内には八潮南出入口がある。また、首都圏新都市鉄道つくばエクスプレスの線路が地区の南端を地下で東西に通過している。なお、地区の東端付近でこの線の八潮駅方面は地上区間に変わる。河川区域を除いたほぼ全域が市街化区域である。地区の南東部では、つくばエクスプレスの整備に合わせ区画整理が進められている。

### 地価
住宅地の地価は2023年（令和5年）1月1日の公示地価によれば大字大曽根795番地4の地点で11万2,000円/m2となっている。

## 由来
1504年（文亀4年）の合戦を記している「六ヶ村栄広山由緒著聞書」に記載されている大曾根上野介が大曽根の地名を名乗りとしたのを由来としている。

## 歴史
もとは江戸期より存在した武蔵国埼玉郡八条領に属する大曾根村であった。古くは騎西荘に属したと云われている。

### 沿革
- はじめは幕府領で、1662年（寛文2年）より知行は旗本森川氏となるが、その後は森川2氏との相給となる[10]。なお、検地は1627年（寛永4年）に実施。
- 1727年（享保12年） - 村を流れる綾瀬川の河道を直線にする改修工事が行なわれた[10]。
- 幕末の時点では埼玉郡に属し、明治初年の『旧高旧領取調帳』の記載によると、代官佐々井半十郎支配所が管轄する幕府領、および旗本森川織部の知行であった[11]。
- 1868年（慶応4年）6月19日 - 幕府領が武蔵知県事・山田政則（忍藩士）の管轄となる。
- 1869年（明治2年）1月13日 - 武蔵知県事・河瀬秀治の管轄区域に小菅県を設置、同県の管轄となる。県庁は葛飾郡小菅村に置かれる。
- 1871年（明治4年）11月14日 - 太政官布告第594号により小菅県を廃止。埼玉県の管轄となる。
- 1872年（明治5年） - 大区小区制施行により第1区に属す。
- 1879年（明治12年）3月17日 - 郡区町村編制法により成立した南埼玉郡に属す。郡役所は岩槻町に設置。
- 1889年（明治22年）4月1日 - 町村制施行に伴ない、南埼玉郡上馬場村、中馬場村、大原村、浮塚村、西袋村、柳之宮村、南後谷村と合併し、南埼玉郡八幡村が成立、大曾根村は八幡村の大字大曽根となる。（合併と同時に大曾根の表記が大曽根に改められる）
- 1956年（昭和31年）9月28日 - 潮止村、八條村と合併し、南埼玉郡八潮村が成立。八潮村の大字となる。
- 1964年（昭和39年）10月1日 - 町制施行により、南埼玉郡八潮町の大字となる。
- 1972年（昭和44年）2月16日 - 土地改良事業に伴い、大字大原、浮塚、垳地区とともに地区の区域変更を実施する。その際に土地改良事業区域内の小字名（西田、上内手、甚兵衛新田、新新田、関屋、御立野跡、浮塚飛地）の省略も実施する[12]。
- 1972年（昭和47年）1月15日 - 市制施行により、八潮市の大字となる。
- 1985年（昭和60年）1月24日 - 地内に首都高速6号三郷線が建設され、開通する。
- 1986年（昭和61年）10月4日 - 八潮第二土地区画整理事業の完成に伴い、町名および地番が変更され事業区域内にあった地区の一部（字上内手、字甚兵衛新田）が、八潮市八潮六丁目、八潮八丁目となる。
- 2005年（平成17年）8月24日 - 地内につくばエクスプレスが建設され、開業する。

## 世帯数と人口
2020年（令和2年）11月1日現在の世帯数と人口は以下の通りである。
| 大字   | 世帯数    | 人口    |
| ------ | --------- | ------- |
| 大曽根 | 3,095世帯 | 6,617人 |

## 小・中学校の学区
市立小・中学校に通う場合、学区は以下の通りとなる。なお、大曽根小学校は大字垳に所在する。
| 番地                  | 小学校               | 中学校             |
| --------------------- | -------------------- | ------------------ |
| 281‐2〜523、676〜2238 | 八潮市立大曽根小学校 | 八潮市立大原中学校 |
| 1〜281‐1、524～675    | 八潮市立大原小学校   | 八潮市立大原中学校 |

## 交通
地内の南部をつくばエクスプレスが通るが、鉄道駅は設置されていない。最寄り駅は同線八潮駅であるが、大字大曽根795番地4の地点よりおよそ1.8 km離れている。

### 道路
- 首都高速6号三郷線
- 埼玉県道・東京都道102号平方東京線
- 埼玉県道115号越谷八潮線
- 埼玉県道116号八潮三郷線
- 大曽根通り

## 施設

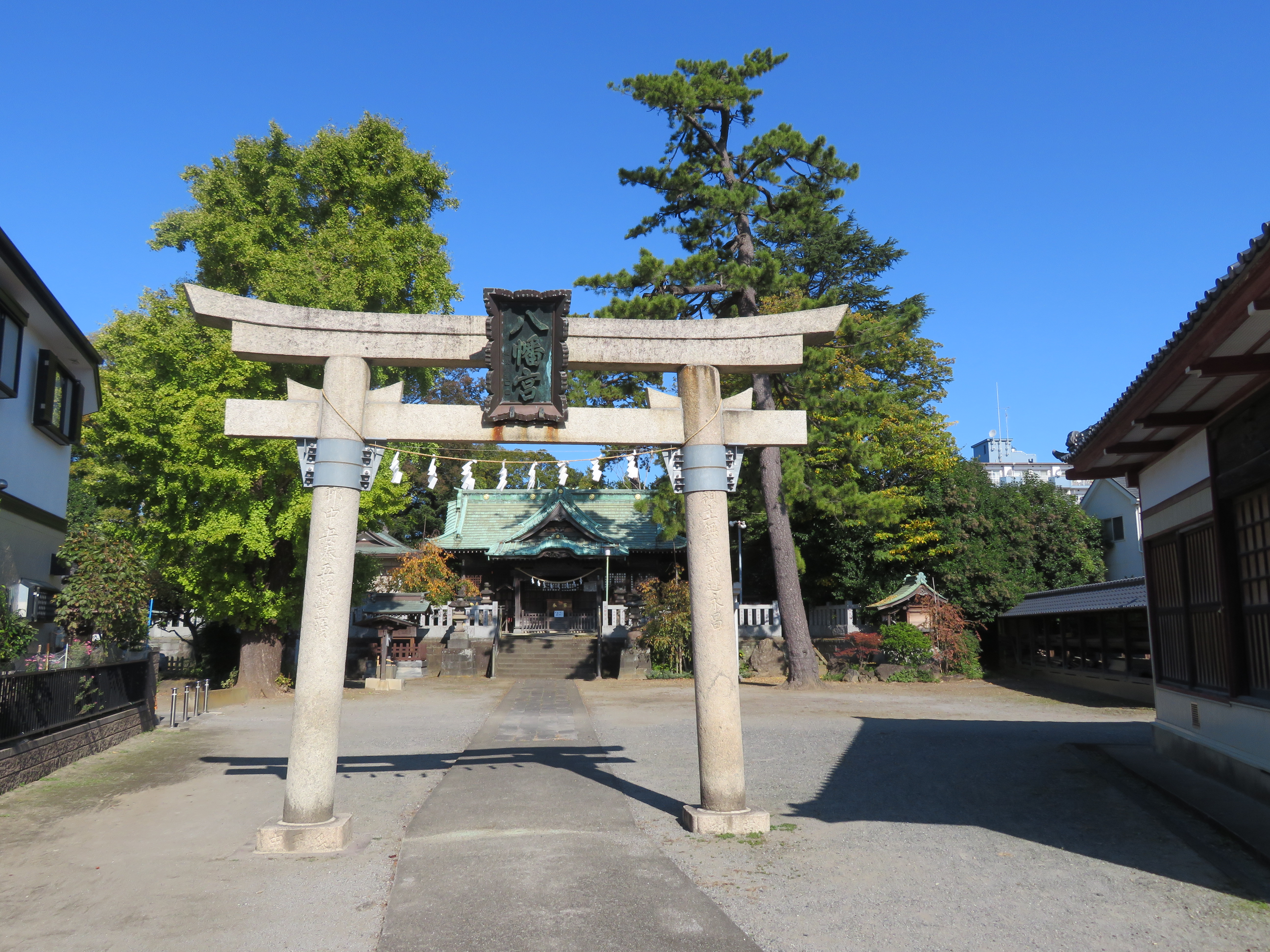
八幡神社

- 小倉あさひ幼稚園
- 大曽根公園
- 大曽根西中央公園
- 大曽根ビオトープ
- 草加警察署大曽根交番
- 大曽根八幡神社
- 福寿院
- 真言宗豊山派蓮台寺

- 亀有信用金庫南八潮支店
- 埼玉縣信用金庫八潮南支店